# El Silencio, Baja California Sur
El Silencio är en ort i Mexiko.   Den ligger i kommunen Mulegé och delstaten Baja California Sur, i den västra delen av landet, 1 700 km nordväst om huvudstaden Mexico City. El Silencio ligger 72 meter över havet och antalet invånare är 1 190.
Terrängen runt El Silencio är platt.  Trakten runt El Silencio är nära nog obefolkad, med mindre än två invånare per kvadratkilometer. El Silencio är det största samhället i trakten. Omgivningarna runt El Silencio är i huvudsak ett öppet busklandskap.